# Франц Хоффер
Франц Хоффер (нім. Franz Hofer; нар. 27 листопада 1902, Бад-Гофгаштайн, Австрія — пом. 18 лютого 1975, Мюльгайм-на-Рурі, Німеччина) — австрійсько-німецький політичний діяч, гауляйтер райхсгау Тіроль-Форарльберг, райхскомісар оперативної зони оборони передгір'я Альп.

## Життєпис

### Ранні роки
Народився в сім'ї власника готелю в Бад-Гофгаштайні в Австрії. Навчався в народній школі в Інсбруку, а в 1922 році розпочав кар'єру вільного продавця. У вересні 1931 року вступив до НСДАП (членський квиток № 610 451), де дуже швидко піднявся по партійній драбині, обійнявши 1 квітня 1932 року посаду крайслейтера (керівника округу) в Інсбруку, а вже 1 липня — заступника гауляйтера Тіролю. Через чотири місяці, 27 листопада 1932 року, був підвищений до посади гауляйтера Тіролю.
За діяльність у нацистській партії, яка була заборонена в Австрії, Хоффер був заарештований у червні 1933 року і засуджений тірольським судом за державну зраду до 30 місяців ув'язнення. 30 серпня 1933 року четверо озброєних есесівців силою увірвалися до тюремної камери Хоффера і звільнили його. Під час втечі був поранений у коліно. Згодом Хоффер дістався Італії, і вже через кілька тижнів виголосив промову на Нюрнберзькому партійному з'їзді з нош. У 1935 році отримав громадянство Німеччини і на початку 1937 року, повністю одужавши після вогнепального поранення, переїхав в Берлін, де очолив «Місце політичних зустрічей лідерів та членів партії для австрійців у Німеччині».

### Аншлюс Австрії і воєнні роки
Після аншлюсу Австрії в березні 1938 року 10 квітня був обраний до Рейхстагу. 25 травня того ж року був призначений гауляйтером Тіролю і Форарльберга, а також ландешауптманом Тіролю. 9 листопада 1939 року йому було присвоєно звання обергрупенфюрера НСДАП. 1 вересня 1940 року призначений рейхсшталтгальтером райхсгау Тіроль-Форарльберг. Таким чином, він об'єднав під своїм контролем найвищі партійні та урядові установи у своїй юрисдикції. 16 листопада 1942 року був призначений райхскомісаром оборони свого райхсгау.
Після перемир'я Італії з союзниками 10 вересня 1943 року Хоффер був обраний верховним комісаром новоствореної оперативної зони оборони передгір'я Альп, що складалася з сусідніх італійських провінцій Беллуно, Південний Тіроль і Трентіно, приєднаних до його власного райхсгау Тіроль-Форарльберг.
Гауляйтер Хоффер був вправним стрільцем і часто брав участь у регіональних та національних змаганнях зі стрільби. У 1944 році Хоффер виграв змагання зі стрільби в місті Больцано, що дозволило йому взяти участь у національних змаганнях, які того ж року відбулися в Інсбруку. Використовуючи спеціально виготовлену гвинтівку Маузер 22 калібру (серійний номер 300354), Хоффер посів 7 місце.
У листопаді 1944 року Хоффер у меморандумі до Адольфа Гітлера запропонував побудувати Альпенфестунг (з нім. «Альпійська фортеця») в самому серці Альп як останній бастіон нацистської Німеччини. Очевидно, секретар Гітлера Мартін Борман звернув увагу фюрера на цей документ лише на початку наступного року. Хоффер мав особисту аудієнцію з Гітлером наприкінці січня 1945 року, де той нагадав фюреру, що союзники з жахом думають про продовження бойових дій з Альпенфестунгу. Враховуючи той факт, що Арденнська наступальна операція провалилася, Гітлер був сприйнятливий до такої ідеї. Німецький лідер санкціонував підготовку до укріплення Альп. Фактично Хоффер і його команда розпочали роботу над цим у середині лютого. 12 квітня 1945 року Хоффера знову викликали до берлінського бункера Гітлера для подальшого обговорення його пропозиції.
Гітлер, за 18 днів до власного самогубства і все ще переконаний, що Німеччина зможе одержати перемогу, знову схвалив поточний план Хоффера і призначив його райхскомісаром оборони Альпенфестунгу.

### Після війни
3 травня 1945 року Хоффер здав Інсбрук американським військам. Цієї капітуляції домігся агент Фрідріх Майєр. 6 травня 1945 року він був заарештований американською армією в місті Галль в Тіролі і утримувався в таборі для інтернованих. У жовтні 1948 року йому вдалося втекти до Німеччини, де він продовжив свою колишню професію продавця в Мюльгаймі, спочатку під вигаданим ім'ям, а потім під своїм справжнім.
У червні 1949 року Хоффер був заочно засуджений Народним судом в Інсбруку за державну зраду і засуджений до смертної кари. Вирок був винесений на підставі того, що він був провідним членом нацистської партії і ключовим прихильником аншлюсу. Тим часом у Німеччині його класифікували як «великого злочинця», судили у Вищому суді Мюнхена і в червні 1949 року засудили до десяти років ув'язнення в трудовому таборі. У серпні 1952 року його повторно судили в Мюнхені і засудили до 3 років і 5 місяців ув'язнення у виправно-трудовій в'язниці з зарахуванням вже відбутого терміну. Цей вирок був залишений в силі після апеляції в липні 1953 року. Даючи інтерв'ю пресі в цей час, Хоффер не розкаювався і заявляв, що продовжує палко вірити в нацизм.
У 1964 році австрійський суд відхилив позов дітей Хоффера про повернення права власності на будинок Лахгоф-бей-Холл, де жив їхній батько, коли був гауляйтером.
Останні роки життя Хоффер провів у Мюльгаймі-на-Рурі з дружиною і сімома дітьми, продовжував займатися своєю колишньою професією продавця і помер природною смертю 18 лютого 1975 року під своїм справжнім прізвищем.